# Enrique Serra Auqué

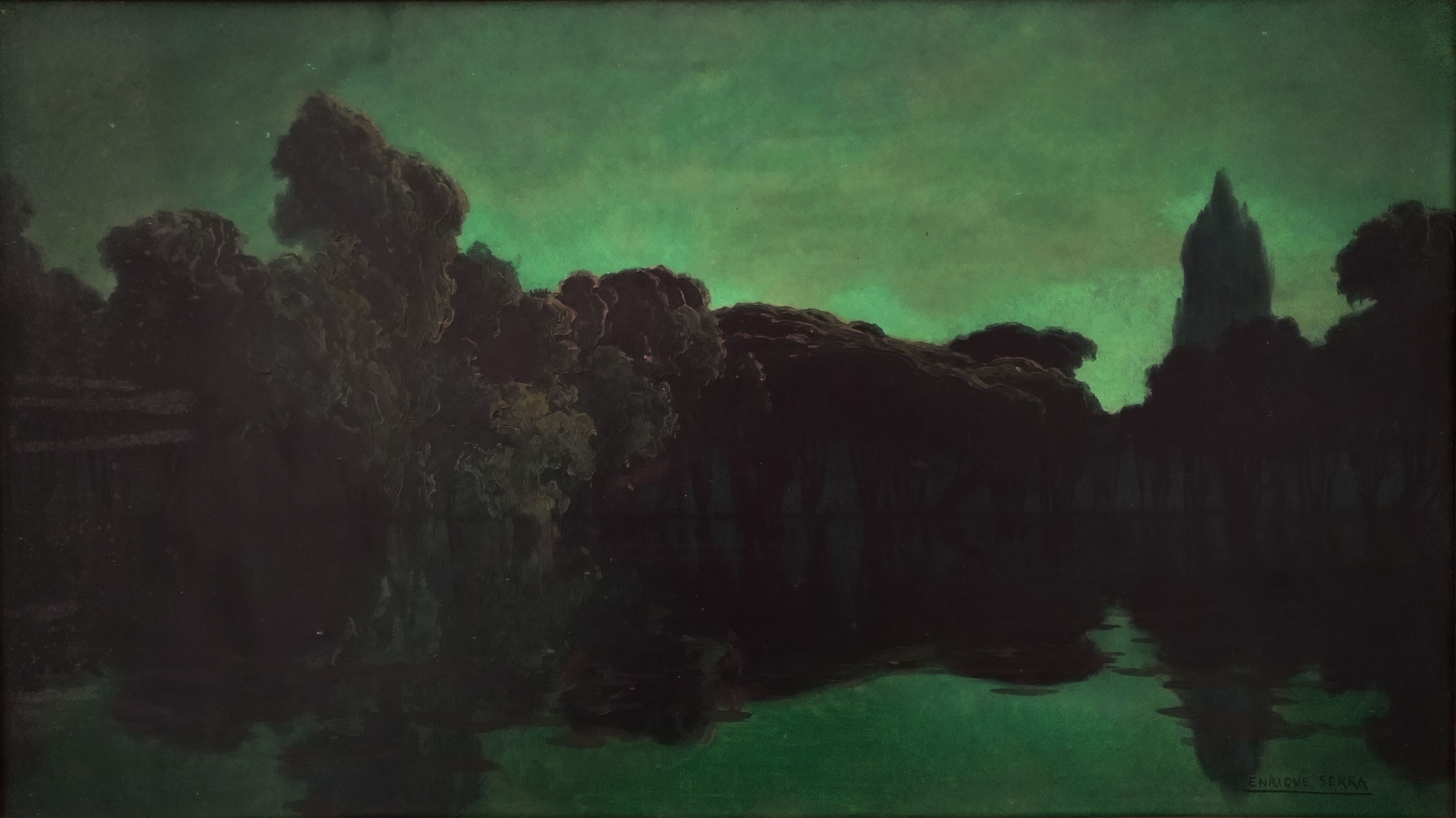
Enrique Serra, Paesaggio lacustre (olio su tela, nd.)

Enrique Serra Auqué (Barcellona, 7 gennaio 1858 – Roma, 16 febbraio 1918) è stato un pittore spagnolo.

## Biografia
Giovanissimo, fu uno degli ultimi allievi del pittore catalano Mariano Fortuny. Neanche ventenne, grazie ad una borsa di studio si trasferisce  a Napoli per completare gli studi d'arte e successivamente a Roma. Nella capitale e nei suoi dintorni trova ispirazione nei paesaggi e nelle paludi della campagna romana. Da allora l'Italia diventa la sua seconda patria. Eccelle nell'acquerello e viene presto apprezzato per la sua capacità di fondere la spiritualità della scuola spagnola con la sensibilità coloristica di quella napoletana 
Diviene membro dell'Accademia di San Luca e, per intercessione del Papa, dell'Accademia dell'Arcadia. Leone XIII infatti lo ammira e gli commissiona "La Vergine di Monserrato". Nel 1888 ottiene una medaglia d'oro all'Esposizione Universale di Barcellona e a partire dal 1896 espone a Roma, Firenze, Milano e alla Biennale di Venezia.  Si cimenta anche nel genere storico, tuttavia - come scrisse Gian Bistolfi su La Tribuna - il suo quadro "L'albero sacro" segna il decisivo passaggio al paesaggismo. In particolare, è la sua predilezione per la veduta lacustre, per lo più priva di figure umane ma popolata di ruderi dal sapore neoclassico, a far assumere alla sua pittura una connotazione sempre più dichiaratamente simbolista, che trova il soggetto ideale nel Giardino di Ninfa, da lui ripetutamente ritratto. 
Alle sue opere viene presto riconosciuto un valore museale: come nel caso di "Due frati", conservato nel museo di Glasgow, o di "Riflessi di tramonto sulla palude", conservato presso la pinacoteca Corrado Giaquinto di Bari. Soggiorna anche a Parigi, dove stringe un accordo con la galleria Goupil & Cie del celebre mercante d'arte Jean-Baptiste Adophe Goupil. Sposatosi con una donna inglese, si trasferisce con lei nel 1913 in una villa a Mergozzo, sul lago Maggiore: ad estrema e definitiva conferma della sua inclinazione per il malinconico e misterioso paesaggio lacustre.